# Distrikt Pichirhua
Der Distrikt Pichirhua liegt in der Provinz Abancay in der Region Apurímac im zentralen Süden von Peru. Der Distrikt wurde am 19. November 1839 gegründet. Er besitzt eine Fläche von 374 km². Beim Zensus 2017 wurden 2928 Einwohner gezählt. Im Jahr 1993 lag die Einwohnerzahl bei 5159, im Jahr 2007 bei 4154. Die Distriktverwaltung befindet sich in der 2726 m hoch gelegenen Ortschaft Pichirhua mit 163 Einwohnern (Stand 2017). Pichirhua liegt 32 km südwestlich der Provinzhauptstadt Abancay.

## Geographische Lage
Der Distrikt Pichirhua liegt im Andenhochland im Westen der Provinz Abancay. Der Río Pachachaca fließt entlang der südöstlichen Distriktgrenze anfangs nach Nordosten, später in Richtung Nordnordost.
Der Distrikt Pichirhua grenzt im Südwesten an den Distrikt Tintay (Provinz Aymaraes), im Nordwesten an die Distrikte Kishuara und Huancarama (beide in der Provinz Andahuaylas) sowie im Osten an die Distrikte Abancay, Lambrama, Circa und Chacoche.